# Центар средњих школа „Иво Андрић” Прњавор
Центар средњих школа „Иво Андрић” једна је од двије средње школе на општини Прњавор. Налази се у улици Раде Врањешевић 1 у Прњавору.

## Историјат
Средњошколски центар „Рада Врањешевић” је основан Рјешењем СО-Прњавор 2. августа 1971, у његовом саставу је, поред Гимназије, радила и Школа ученика у привреди. Године 1987. је дошло до статусних промјена и организовања два ООУР-а: ООУР Средња школа пољопривредне и просвјетне струке и ООУР Средња школа машинске и кожарске струке. Други ООУР је 8. јула 1994. промијенио назив у Мјешовита средња школа Прњавор, а од 30. септембра 2005. носи назив Средња школа Прњавор. Рјешењем Окружног привредног суда у Бањалуци 9. јула 2013. је добила данашњи назив Центар средњих школа „Иво Андрић” Прњавор. Данас ради у два објекта, од којих један дијеле са Гимназијом. Настава се одвија у двије смјене и у четрнаест универзалних учионица, од тога су три дио простора прилагођен за извођење стручно теоријске и практичне наставе у одређеним струкама, једна специјализована, три информатичка кабинета и пет школских радионица за практичну наставу. Садрже фискултурну салу и библиотеку коју заједно користе са ученицима Гимназије. Године 2023. је објекат школе у знатној мјери саниран. Донацијом кабинета предсједника Републике Српске Милорада Додика, у износу од 50.000 конвертабилних марака, дио школе је у потпуности саниран и добијена је нова опрема за рад школе. Посебно се издваја акција опремања кабинета информатике новим рачунарима добијеним од Министарства просвјете и културе Републике Српске у оквиру пројекта опремања школа Републике Српске рачунарском опремом. Садрже образовне профиле Машинство и обрада метала, Економија, трговина и право, Пољопривреда и прерада хране и Електротехника. Поред редовне наставе пружају и образовање одраслих за CNC оператере 2023. године. Заједно са Агенцијом за развој предузећа – Еда, Бања Лука, у име Локалног партнерства за запошљавање Прњавор, су објавили јавни позив за незапослена лица евидентирана при Заводу за запошљавање Републике Српске за бесплатно похађање програма оспособљавања за оператера на ЦНЦ машинама за обраду дрвета, при завршетку учесници стичу увјерење о оспособљавању.

## Активности
Ученици и наставници реализују бројне активности, посебно везане за обиљежавање различитих значајних датума:
- Дан средњошколаца[15]
- Међународни дан дјетета[16]
- Свјетски дан борбе против сиде[17]
- Едукативно предавање „Стоп вршњачком насиљу” у оквиру кампање Министарства унутрашњих послова Републике Српске „Буди сигма! Заустави–пријави вршњачко насиље!”[18]
- Дјечија недјеља[19]
- Европски дан језика[20][21]
- Дан српског јединства, слободе и националне заставе[22]